# John Hogan (sculpteur)
Pour les articles homonymes, voir Hogan.
John Hogan (né le 14 octobre 1800 à Tallow et décédé le 27 mars 1858 à Dublin) est un sculpteur néoclassique irlandais. Son œuvre la plus connue est le Christ mort, marbre dont la première réalisation est datée de 1829.

## Biographie
John Hogan vint au jour le 14 octobre 1800 à Tallow, dans le comté de Waterford. Il passa son enfance dans la ville de Cork, et devint en 1812 clerc chez un avocat. N’aimant pas ce travail, il choisit de devenir apprenti auprès de l’architecte Sir Thomas Deane (en), où il développa ses talents pour le dessin et la sculpture. Il fut envoyé à Rome, où il cultiva ses dons pendant de nombreuses années. Il y fut entre autres remarqué par le sculpteur danois Bertel Thorvaldsen, qui le portait en grande estime.
L’œuvre principale de Hogan est une suite de trois statues de marbre de Carrare, nommées The Redeemer in Death (« le Rédempteur dans la Mort ») ou The Dead Christ (en) (« le Christ mort »). La première version, datée de 1829, est située aujourd’hui dans l’église Sainte-Thérèse (St. Therese's Church) de Dublin ; la seconde, de 1833, est visible dans l’église Saint-Finbarre du sud de Cork (St. Finbarr's (South) Church) ; quant à la troisième, de 1854, elle se trouve à la basilique Saint-Jean-Baptiste (Basilica of St. John The Baptist) de Newfoundland.
Il a réalisé un grand retable ainsi que diverses pièces de mobilier pour la cathédrale Sainte-Marie-et-Sainte-Anne de Cork. À la cathédrale Notre-Dame-de-l’Assomption de Carlow, on peut voir de lui un mémorial dédié à l’évêque James Doyle, homme important de l’émancipation des catholiques, achevé en 1839.